# Enigma (Clive Cussler)
Enigma è un romanzo scritto da Clive Cussler, e il secondo con protagonista Dirk Pitt, pubblicato in Italia dalla Longanesi e dalla edizioni TEA.

## Trama/Sintesi
I due inseparabili compagni Dirk Pitt e Al Giordino stanno volando in direzione dell'isola greca di Taso, con un idrovolante della NUMA, per sovraintendere a una ricerca subacquea; ma, prima di arrivare alla base americana "Brady Field" sulla stessa isola: un vecchio "Albatros", un biplano tedesco della prima guerra mondiale, sta attaccando la base e distruggendo gli aerei sulla pista. Pitt e Giordino sono gli unici che possono intervenire e ingaggiano un duello aereo fino a che l'Albatros viene colpito ed è costretto a ritirarsi dietro le colline. Il maggiore Pitt e il capitano Giordino sono stati assunti dalla NUMA come ufficiali di superficie, cioè per risolvere i problemi non legati alla ricerca scientifica della NUMA. In quel momento stavano recandosi alla "First Attempt" proprio per una serie di strani incidenti che ritardano e impediscono l'esplorazione dei fondali del mar Egeo alla ricerca di un misterioso pesce denominato "Enigma" dall'equipaggio, che potrebbe essere il primo mammifero marino e forse il capostipite dell'evoluzione della specie umana, creduto estinto da migliaia di anni.
Pitt si accorge subito dalla strana battaglia aerea e dagli strani incidenti sulla "First Attempt" che c'è qualcosa che non quadra, il che diviene infine certezza quando troverà le prove di un sabotaggio. Preoccupato da queste coincidenze Pitt si ritrova sulla spiaggia a fare un bagno a notte fonda e conoscerà Teri, la nipote di un ricco armatore mercantile di origine tedesca, Bruno von Till. Da quel momento in poi le cose volgeranno sempre di più al peggio per Pitt: quell'uomo apparentemente ricco e gentile è il mandante dell'aggressione aerea alla base "Brady Field" e tenterà di farlo uccidere dal suo feroce cane. Pitt riesce a salvarsi e a fuggire per dare l'allarme alla sua nave che sarà il prossimo bersaglio dell'Albatros: infine riuscirà ad abbattere l'Albatros con astuzia.
Ora Pitt vuole scoprire perché un uomo ricco come von Till vuole sabotare la ricerca della First Attempt e sa che non può essere per un pesce primordiale. Pitt e Giordino si introducono di nascosto nella villa di von Till e rapiscono la nipote Teri, ma allorché tentano di fuggire vengono catturati da due agenti greci, Zeno e il suo braccio destro Darius, che si scopriranno essere due ufficiali della gendarmeria greca che lavorano insieme ad un agente del Bureau of Narcotics americano, Zacynthus, che sta indagando sul più grande trafficante di armi, droga e schiavi del mondo: Bruno von Till. Il trafficante che riesce in qualche modo a trafficare via mare di tutto e nessuno è mai riuscito a capire come faccia. Pitt, dopo un'ispezione accurata di una nave della compagnia di von Till, la "Queen Artemisia", capisce che nel ventre della nave è nascosto un sottomarino, che permette a von Till di sfuggire sempre ai controlli antidroga. il sottomarino, quindi deve essere nascosto in qualche caverna subacquea. Il giorno dopo Pitt, dopo l'autorizzazione del comandante Gunn, riesce a convincere un gruppo di ricercatori a bordo della First Attempt a immergersi lungo le scogliere per trovare una caverna. Dopo una lunga ricerca riescono a trovare una potenziale caverna. Entrati dentro scoprono che von Till è lì ad aspettarli, con la pistola puntata. Inoltre si scopre che Darius era un seguace di von Till. Proprio mentre Darius sta per sparare a Pitt, arriva l'intervento tempestivo di Giordino, che a sua volta spara a Darius. Von Till viene finalmente colto con le mani nel sacco, e successivamente processato in Germania. Pitt scopre che Teri in realtà è solo un'agente del Bureau of Narcotics, di nome Amy. Dopo questa avventura, Pitt viene ringraziato personalmente dal direttore del Bureau of Narcotics, e trova felicità anche l'ammiraglio Sandecker, che riesce ad avere un Enigma vivo. Alla fine Pitt torna a casa con Amy e con la splendida macchina di von Till.

## Edizioni
- Clive Cussler, Enigma, collana La Gaja Scienza, traduzione di Roberta Rambelli, Longanesi, 1993, ISBN 978-88-304-1168-5.
- Clive Cussler, Enigma, traduzione di Roberta Rambelli, collana TEADue, TEA, 1995, ISBN 978-88-781-9766-4.
- Clive Cussler, Enigma, traduzione di Roberta Rambelli, Tea più, TEA, 28 maggio 2020, ISBN 978-88-502-5169-8.